# Sinclair C5
Le Sinclair C5 est un petit tricycle électrique couché monoplace, techniquement un « cycle à pédales à assistance électrique » ["electrically assisted pedal cycle"]. C'était l'aboutissement de l'intérêt de longue date de Sir Clive Sinclair pour les véhicules électriques. Bien que largement décrite comme une « voiture électrique », Sinclair la caractérise comme un « véhicule, pas une voiture ».

## Conception

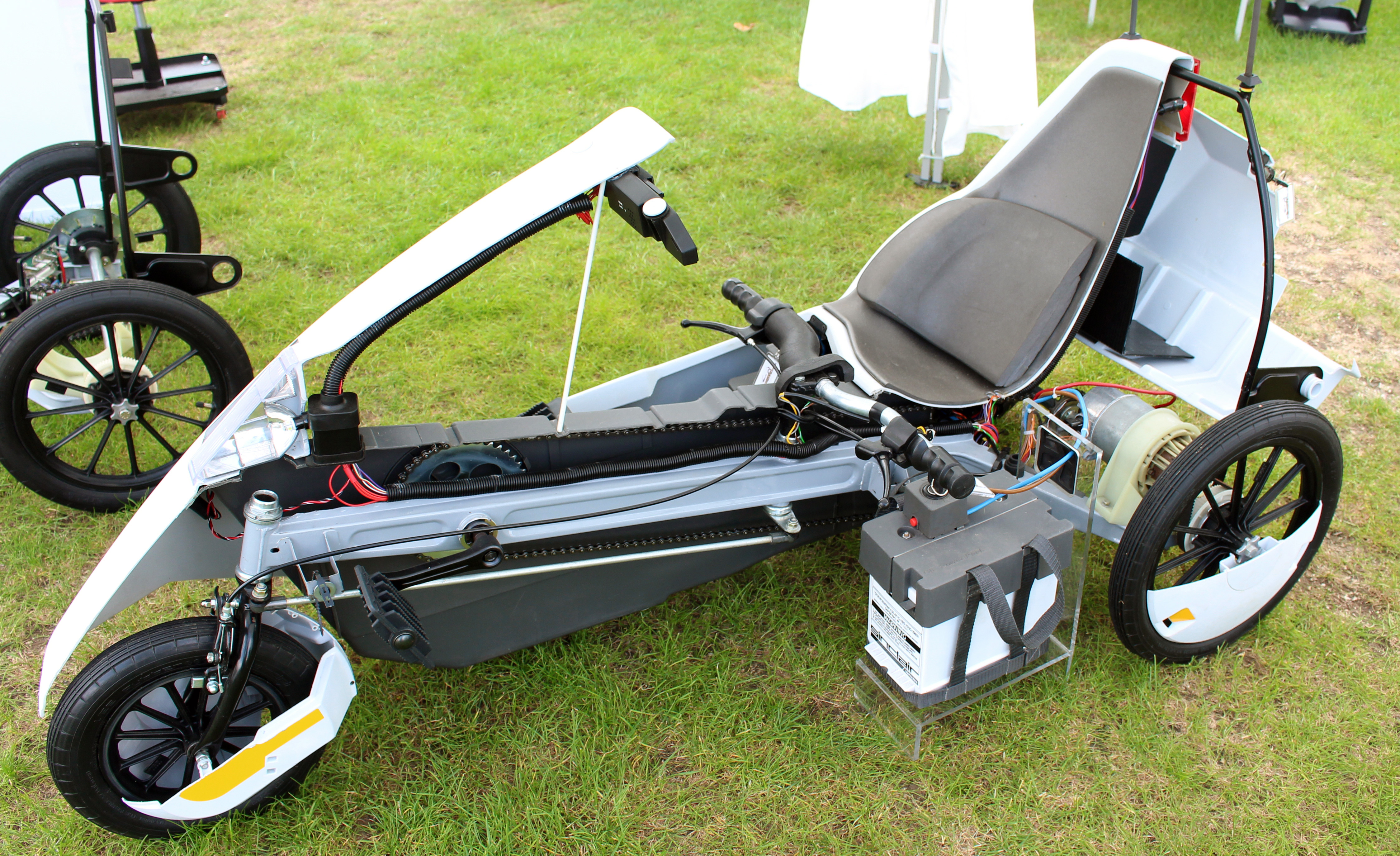
C5 avec le côté gauche de la carrosserie retiré, montrant les pédales, le châssis, la chaîne de transmission, la batterie et le moteur électrique

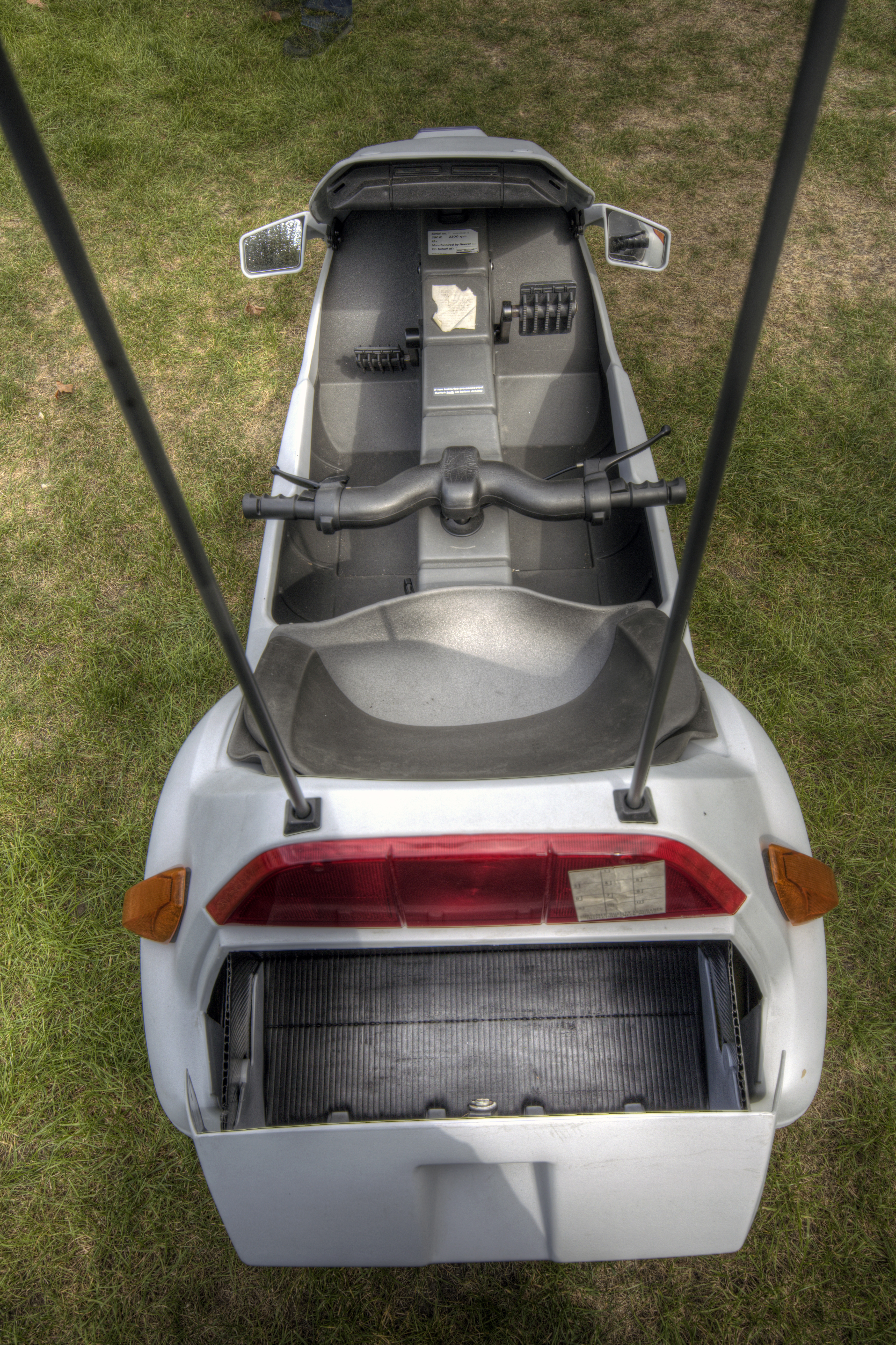
C5 vue de l'arrière, montrant le poste de conduite et le coffre à bagages ouvert à l'arrière

Le C5 est composé principalement de polypropylène et mesure 174,4 cm de long, 74,4 cm de large et 79,5 cm haut. Il pèse environ 30 kg sans batterie et 45 kg avec un. Le châssis est constitué d'un seul composant en acier en forme de Y avec une section transversale d'environ 5,5 par 4 cm. Le véhicule a trois roues, une de 317 mm de diamètre à l'avant et deux de 406 mm à l'arrière.